# Marcos Vinícius
Marcos Vinícius – brazylijski zapaśnik. Brązowy medalista igrzysk Ameryki Południowej w 2002 roku.